# Oldřich Drahotušský
Oldřich Drahotušský (19. února 1929 Podhradní Lhota – 30. května 1994 Planá u Mariánských Lázní) byl sochař, řezbář a restaurátor.

## Život
Vyučil se řezbářem u akademického sochaře Aloise Vaňka v Holešově, v letech 1946–1948 přešel na Státní ústřední školu bytového průmyslu v Praze k profesorovi Václavu Markupovi. V letech 1948–1953 pokračoval ve studiu na Vysoké škole uměleckoprůmyslové v Praze u profesora Bedřicha Stefana a profesora Jaroslava Horejce. Během tohoto studia byl v letech 1951–1952 na Akademii výtvarného umění v Sofii.
Po dokončení studií byl zaměstnán v ZUKOVu (Závody umělecké kovovýroby, bývalá firma Franta Anýž), kde vytvořil řadu reliéfů a uměleckých předmětů z kovu, navrhoval i medaile, znaky, plakety a erby. Koncem šedesátých a v sedmdesátých letech 20. století spolupracoval se zvonařskou dílnou rodiny Manouškových ve Zbraslavi. Navrhl například reliéfní výzdobu zvonů, určených pro kostel Zvěstování Panny Marie ve Vlachově Březí, které byly ulity v roce 1970. V osmdesátých letech vytvořil větší soubor drobných plastik ptáků a ryb. Používal celou řadu technik i materiálů – kov, dřevo, kámen, sádru i laminátové odlitky.
Oldřich Drahotušský pracoval také jako restaurátor. V poslední třetině svého života se podílel na restaurování soch a mobiliáře v interiéru klášterního kostela v Kladrubech u Stříbra, který navrhl Jan Blažej Santini-Aichel. Při této práci utrpěl v roce 1994 úraz a na jeho následky zemřel. Byl pochován na Olšanech v Praze.
Oldřich Drahotušský byl členem Spolku sochařů České republiky.

## Dílo (výběr)
Oldřich Drahotušský ve své umělecké tvorbě prošel různými obdobími – od počátečních realistických, převážně portrétních plastik a reliéfů dospěl k osobitému formovému a tvarovému zjednodušení. V některých dílech postupem času dospěl k dynamické formě a k základním tvarům.
Podílel se na restaurování více než 80 děl, například:
- sochy na fasádě Národního divadla[4]
- pomník svatého Václava na Václavském náměstí v Praze[4]
- pomník mistra Jana Husa na Staroměstském náměstí v Praze[4]
- socha Jana Žižky na Vítkově[6]
- novorenesanční kandelábry na Hradčanském náměstí v Praze[5]
- pískovcová socha svatého Jana Nepomuckého na fasádě domu „U tří pštrosů“ v Praze[8]
- vrcholně barokní sloup se sousoším Nejsvětější Trojice ve Žlutících[4][9]
- gotické dřevořezby z XV. století na Zelené Hoře, okres Plzeň-jih[4]
- památník bitvy u Kolína v Křečhoři[10]
- restaurování soch a mobiliáře v interiéru Santiniho klášterního kostela v Kladrubech u Stříbra (dvacetiletá práce)

## Výstavy

### Samostatné výstavy za života
1959 v Zukovu v Praze
1962 v Alšově síni Umělecké besedy v Praze
1964 v Klubu mládeže v Praze

### Posmrtné výstavy
1996 v Západočeském muzeu v Plzni
1997 v zámku v Bystřici pod Hostýnem
1999 v Rajnochovicích (jako součást výstavy šesti umělců 1. ročníku výstavy Valašské mámení)
2000 v Galerii Art club v Týně nad Vltavou (s malířem Miroslavem Konrádem)
2002 v Pedagogickém muzeu J. A. Komenského
2002 na zámku v Manětíně (s fotografiemi Václava Bořka-Dohalského)
2003 v budově školy v Podhradní Lhotě
2005 společná výstava se sochařem Vladimírem Koštovalem v zámku v Bystřici pod Hostýnem
2006 v Městském muzeu Bystřice pod Hostýnem v budově zámku